# Attricourt
Attricourt ist eine Gemeinde im französischen Département Haute-Saône in der Region Bourgogne-Franche-Comté.

## Geographie
Attricourt liegt auf einer Höhe von 218 m über dem Meeresspiegel, 16 Kilometer westlich von Gray und etwa 32 Kilometer nordöstlich der Stadt Dijon (Luftlinie). Das Dorf erstreckt sich im äußersten Westen des Départements, am östlichen Talrand der Vingeanne.
Die Fläche des 6,08 km² großen Gemeindegebiets umfasst einen Abschnitt in der leicht gewellten Landschaft nordwestlich des Saônebeckens. Die westliche Grenze verläuft entlang der Vingeanne, die durch eine Alluvialniederung nach Süden zur Saône fließt. Die Talaue liegt durchschnittlich auf 215 m und weist eine Breite von ungefähr einem Kilometer auf. Der Fluss wird von der Wasserstraße des Canal de la Marne à la Saône begleitet, die allerdings auf der westlichen Talseite außerhalb des Gemeindebanns verläuft.
Vom Flusslauf erstreckt sich das Gemeindeareal nach Osten über die Talaue bis auf das angrenzende Plateau, das eine durchschnittliche Höhe von 240 m erreicht. Die Hochfläche besteht aus Sedimenten des Tertiärs. Sie wird durch die Talmulde eines Seitenbachs der Vingeanne untergliedert, in der sich die Weiher Étang de Cossevosse und Étang de Charles befinden. Während der westliche Teil des Plateaus landwirtschaftlich genutzt wird, ist der östliche Teil mit Wald bestanden (Bois des Envions, Le Puits Macheret und La Vaivre). Mit 253 m wird ganz im Osten des Areals der höchste Punkt von Attricourt erreicht.
Nachbargemeinden von Attricourt sind Saint-Seine-sur-Vingeanne im Norden, Broye-les-Loups-et-Verfontaine im Osten, Lœuilley und Dampierre-et-Flée im Süden sowie Licey-sur-Vingeanne und Fontaine-Française im Westen.

## Geschichte
Das Gemeindegebiet war bereits in prähistorischer Zeit besiedelt. Bei Ausgrabungen im Jahr 1840 wurden in Steinsarkophagen Schwerter und Messer gefunden. Weitere Ausgrabungen förderten 1864 die Fundamente eines römischen Gebäudes und fünf Mosaiken zutage, wobei es sich möglicherweise um die von den Römern gegründete Ortschaft Ates handelt.
Attricourt wird im Jahr 852 erstmals urkundlich erwähnt. Der Ortsname leitet sich vom germanischen Personennamen Alterius und dem altfranzösischen Wort cortem (Hof) ab. Im Mittelalter gehörte das Dorf zur Freigrafschaft Burgund und darin zum Gebiet des Bailliage d’Amont. Die lokale Herrschaft hatten die Herren von Montigny inne. Zusammen mit der Franche-Comté gelangte der Ort mit dem Frieden von Nimwegen 1678 definitiv an Frankreich. Zu einer Gebietsveränderung kam es im Jahr 1808, als Attricourt nach Lœuilley eingemeindet wurde. Bereits 1821 erhielt es seine Eigenständigkeit als Gemeinde wieder zurück. Seit 2008 ist Attricourt Mitglied des 14 Ortschaften umfassenden Gemeindeverbandes Communauté de communes des Quatre Vallées.

## Bevölkerung
| Jahr                       | 1962 | 1968 | 1975 | 1982 | 1990 | 1999 | 2006 |
| Einwohner                  | 48   | 33   | 31   | 34   | 33   | 41   | 36   |
| Quellen: Cassini und INSEE |      |      |      |      |      |      |      |

Mit 47 Einwohnern (1. Januar 2022) gehört Attricourt zu den kleinsten Gemeinden des Département Haute-Saône. Nachdem die Einwohnerzahl in der ersten Hälfte des 20. Jahrhunderts deutlich abgenommen hatte (1886 wurden noch 125 Personen gezählt), wurden seit Beginn der 1960er Jahre nur noch geringe Schwankungen verzeichnet.

## Wirtschaft und Infrastruktur
Attricourt ist noch heute ein vorwiegend durch die Landwirtschaft (Ackerbau, Obstbau und Viehzucht), die Forstwirtschaft und die Fischzucht geprägtes Dorf. Außerhalb des primären Sektors gibt es nur wenige Arbeitsplätze im Ort. Einige Erwerbstätige sind deshalb Wegpendler, die in den größeren Ortschaften der Umgebung ihrer Arbeit nachgehen.
Die Ortschaft liegt abseits der größeren Durchgangsachsen an einer Departementsstraße, die von Lœuilley nach Saint-Seine-sur-Vingeanne führt. Eine weitere Straßenverbindung besteht mit Licey-sur-Vingeanne.